# Blokker (chaîne de magasins)
Pour les articles homonymes, voir Blokker.

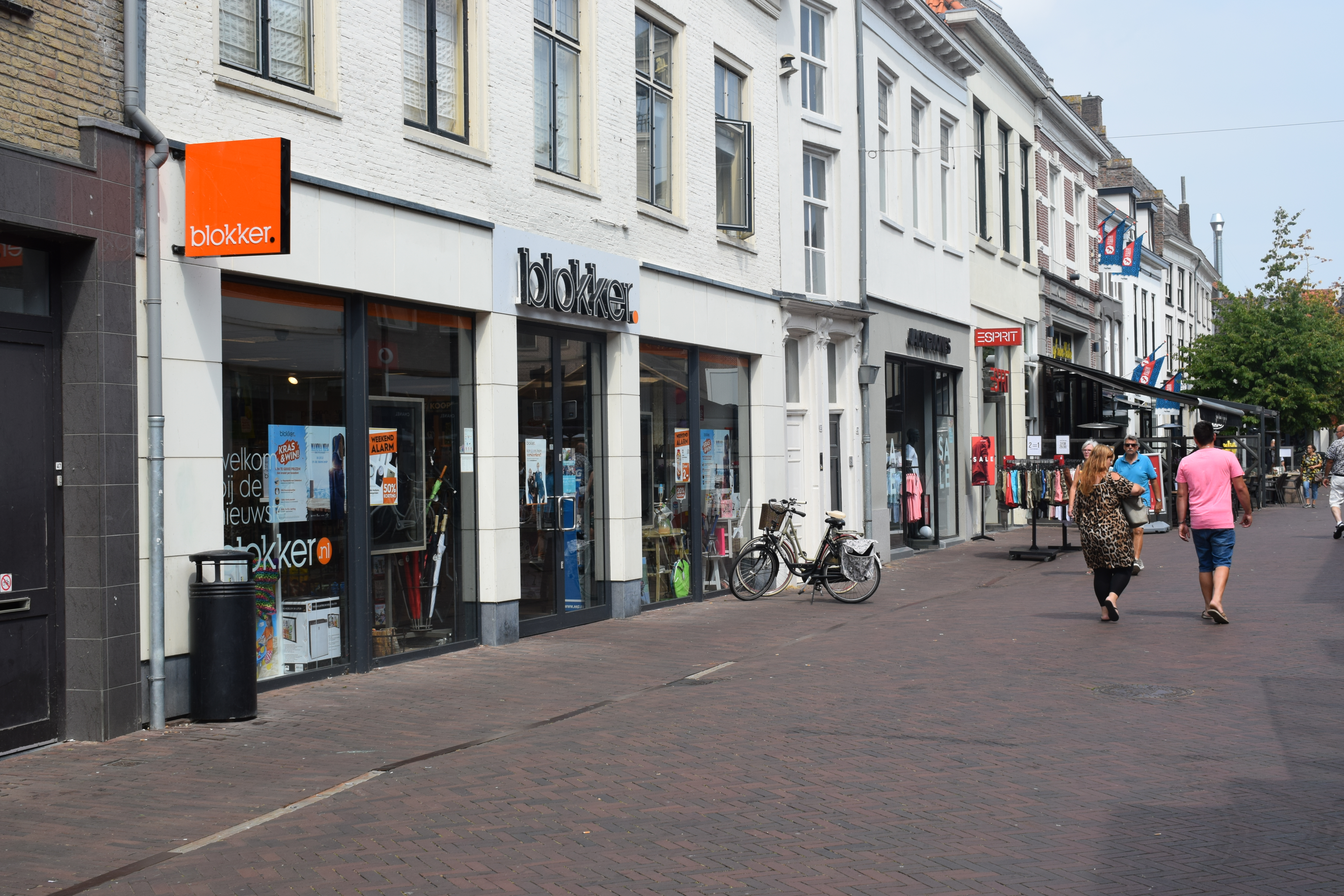
Un Blokker à Harderwijk, Pays-Bas, en juillet 2018.

Blokker est une chaîne de magasins néerlandaise de distribution d'articles ménagers créée en 1896. Elle est implantée aux Pays-Bas et au Suriname et avant 2020 en Belgique et au Luxembourg. Blokker est l'une des chaînes de la Blokker Holding.

## Histoire
La chaîne de magasins Blokker est fondée le 25 avril 1896 à Hoorn aux Pays-Bas par Jacob Blokker et sa femme Saapke Blokker sous le nom « De goedkope IJzer-en Houtwinkel » (« Le magasin de l’acier et du bois bon marché »). En 1923, ils ont racheté une ancienne poterie.
Dans les années 1930, leurs enfants ont ouvert des filiales dans la Randstad sous le nom Gebroeders Blokkers (« Frères Blokker »). Leurs descendants ont transformé l'entreprise en chaîne nationale, puis le groupe a continué à s'étendre par des acquisitions,.
Le 18 février 2020, Blokker annonce que les magasins Blokker en Belgique et au Luxembourg seront vendus au Dutch Retail Group de l'entrepreneur Dirk Bron, qui poursuivra l'exploitation de tous les magasins sous le nom de Mega World. Seuls huit des 123 magasins en Belgique et au Luxembourg étaient alors rentables. La situation financière ne s'améliore pas et avant même la fin de l'année, en octobre 2020, Mega World se place sous la protection de ses créanciers. Le tribunal déclare la chaîne de magasins en faillite le 22 décembre 2020. Entre-temps, Blokker nomme une nouvelle directrice générale, Jeanine Holscher, qui doit relancer les magasins Blokker restants aux Pays-Bas et au Suriname, ainsi que la marque en tant que telle.

## Identité visuelle

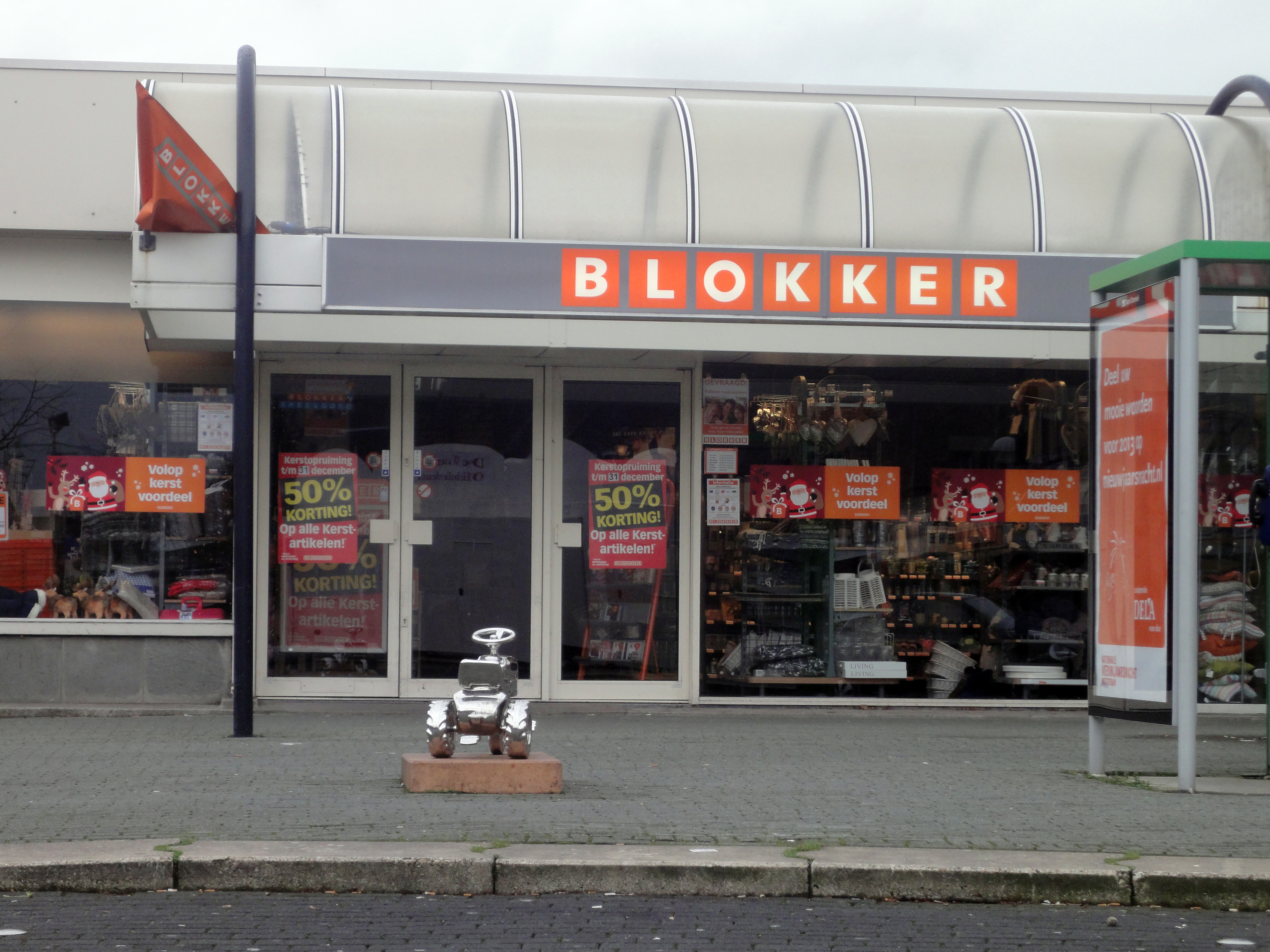
Un magasin Blokker à Wateringue, Pays-Bas, avec l'ancienne identité visuelle.

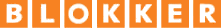
Logo de Blokker des années 1990 à avril 2016
Logo de Blokker depuis avril 2016

## Implantation
| Pays       | Nombre de magasins |
| ---------- | ------------------ |
| Pays-Bas   | 618                |
| Belgique   | 190                |
| Suriname   | 5                  |
| Luxembourg | 3                  |

## Annexe